# Cusihuiriachic
Cusihuiriachic é uma cidade do estado de Chihuahua, no México.